# Los Montanyenchs
L'Agrupació Catalanista Los Montanyenchs fou creada el 15 de juny del 1898 per excursionistes esdevinguts activistes nacionalistes. Els caps foren Joaquim Maria Gay (president), Daniel Roig i Pruna (vocal), Jaume Arqué (secretari de la secció de propaganda) i Josep Maria Folch i Torres (secció literària), la majoria d'ells procedents d'altres associacions semblants, ja que no era incompatible la militància amb altres grups catalanistes. El juny del 1899 organitzaren una vetllada commemorativa a l'Ateneu de l'Eixample, amb 500 participants, on hi participà Domènec Martí i Julià. Fou una de les organitzacions convocants de l'onze de setembre del 1901 i el principal impulsor de l'Aplec Catalanista el 1903.